# Benjamín Taborga Vegas
Benjamín Taborga Vegas (Riotuerto, Cantabria, España, 1 de septiembre de 1889 - Buenos Aires, Argentina, 7 de diciembre de 1918) fue un poeta y periodista español. 
Su padre era un modesto comerciante que pudo costearle sus primeros estudios en el Colegio Marqués de Manzanedo de la localidad cántabra de Santoña, exteriorizando pronto sus inquietudes literarias en la prensa local.
Su vida fue azarosa y cargada de amarguras. Debido a la mala situación familiar, en el año 1911 se ve obligado a emigrar a América junto con sus hermanos Manuel y Benigno, instalándose inicialmente en Guayaquil (Ecuador), donde trabajó como periodista. Su firma aparece en varias publicaciones de entidad, como en la Revista de Educación, Siluetas y El Guante. Debido a su salud viaja por la cordillera andina llegando a Chile y, finalmente, a Argentina. En 1913 fue redactor en El Debate de Mendoza y poco después pasa a residir en Buenos Aires, colaborando en importantes periódicos de la capital como La Prensa, La Gaceta, Nosotros y El Hogar.
Benjamín ayudaría a fundar, junto a destacados promotores como Coriolano Alberini y Alejandro Korn, el Colegio Novecentista, un espacio de pensamiento de jóvenes reformistas enmarcado dentro del movimiento antipositivista argentino.

El Colegio tenía su órgano de expresión en la revista Cuadernos, en la que Taborga publicaría algunos de sus trabajos.
Obtuvo diversos premios y reconocimientos, como el convocado por La Prensa en 1914 por su obra poética Las fieras enjauladas. En 1917 publicó el poemario La otra Arcadia bajo el seudónimo de Teófilo de Sais, en el que se incluían 65 rimas.
Alternó su actividad poética con incesantes lecturas en la Biblioteca Nacional de Buenos Aires y con la redacción de varios ensayos filosóficos y artículos. Sus ideas estuvieron estrechamente vinculadas con el pensamiento orsiano. Según Leopoldo Rodríguez Alcalde, Taborga era «un poeta lacerado y meditativo, veteado de consciente amargura, probablemente uno de esos escépticos a pesar suyo, cuya ironía es producto de un intenso dolor ante la vida».
En 1918 el Colegio sufre una escisión de algunos de sus miembros, entre los que se encontraba Taborga, por sus disidencias con otros componentes del grupo sobre todo a causa de la interpretación neocatólica que algunos le daban a su espiritualismo derivada de la reciente Revolución Rusa y la irrupción de la Reforma Universitaria.
Ese mismo año Benjamín Taborga moriría a la edad de 29 años, víctima de la epidemia de gripe. Dejó sin publicar notas esquemáticas sobre una nueva teoría de la ciencia que pensaba desarrollar y tres artículos filosóficos.
Su prosa sería recopilada en la obra El novísimo órgano, publicada en Buenos Aires por la Editorial Calpe en 1924, en la que sus amigos reunieron sus escritos tras su muerte.